# Évariste-Vital Luminais
Pour les articles homonymes, voir Luminais.
Évariste-Vital Luminais (né Charles Evariste Vital) à Nantes le 13 octobre 1821 et mort à Paris le 14 mai 1896, est un peintre et graveur français.

## Biographie

### Famille
Fils de Clara et René Luminais, Évariste-Vital Luminais naît au sein d'une famille de parlementaires et d’hommes de loi. Son arrière-grand-père, Michel Luminais, est procureur à Bouin. Son grand-père Michel Pierre Luminais, est avocat et député de la Vendée de 1799 à 1803. Son père, René Marie Luminais, est député de la Loire-Inférieure de 1831 à 1834 et d'Indre-et-Loire de 1848 à 1849. 
En premières noces, il épouse Anne Foiret qui lui donne une fille, Esther. Devenu veuf en 1874, Luminais se remarie en 1876 avec une de ses élèves, Hélène de Sahuguet d'Amarzit d'Espagnac, veuve de guerre née le 9 mars 1841 à Paris, morte le 28 février 1911 (son premier mari était l'artiste peintre Charles Auguste Durand de Neuville, né le 12 juillet 1829 à  Paris et mort le 15 septembre 1870 à la bataille de Sedan). 

### Formation
Sa famille l’envoie à Paris auprès du peintre et sculpteur Auguste-Hyacinthe Debay (1804-1865). Dès 1839, il entre à l'École des beaux-arts de Paris où il suit les cours de Léon Cogniet (1794-1865), peintre d'histoire et portraitiste. Enfin, il fréquente l’atelier de Constant Troyon (1810-1865), peintre de paysage et d’animaux et son véritable maître.

### Carrière artistique
Sa carrière officielle débute au Salon de 1843, où deux de ses toiles sont admises. Il sera médaillé aux Salons de 1852, 1855, 1857, 1861, et 1889. 
En 1869, il est nommé chevalier de la Légion d'honneur ; en 1894, il est élevé au grade d'officier. Il partage son temps entre son atelier parisien du 17, boulevard Lannes et sa maison de Douadic dans l'Indre, au lieu-dit « La Petite Mer Rouge ».
Il meurt à Paris le 14 mai 1896, il est inhumé dans le petit cimetière de Douadic.

## Son œuvre
Peintre de Salon, classé trop rapidement parmi les peintres académiques, Luminais pratique aussi bien la peinture de genre que la peinture d'histoire.
Après une série de lithographies de jeunesse (1838), on lui doit aussi des eaux-fortes pour les albums de la maison Cadart (1878-1879), inspirées de l'histoire de la Gaule.

### Les Énervés de Jumièges
Une des œuvres les plus réputées de ce peintre est Les Énervés de Jumièges de 1880, dont l'artiste fit deux tableaux (conservés au musée des Beaux-Arts de Rouen et à Sydney, à la galerie d'art de Nouvelle-Galles du Sud) après avoir réalisé plusieurs études. L'œuvre s'inspire d'un récit apocryphe qui raconte le supplice infligé au VIIe siècle par le roi mérovingien Clovis II à deux de ses fils révoltés. Ce tableau, porteur d’un symbolisme étrange, a tour à tour fasciné et dérangé les spectateurs. Selon la légende, les fils rebelles furent punis (à la suggestion de leur mère) qui conseilla de leur faire couper les tendons des jambes puis de les remettre à la grâce de Dieu, les laissant dériver sur un radeau au fil de la Seine. Ils auraient été secourus par les moines de l'abbaye bénédictine de Jumièges et se seraient réconciliés plus tard avec leurs parents. Cette peinture est considérée comme le chef-d'œuvre d'Évariste Luminais et a fait sensation au Salon de 1880.

Les Énervés de Jumièges
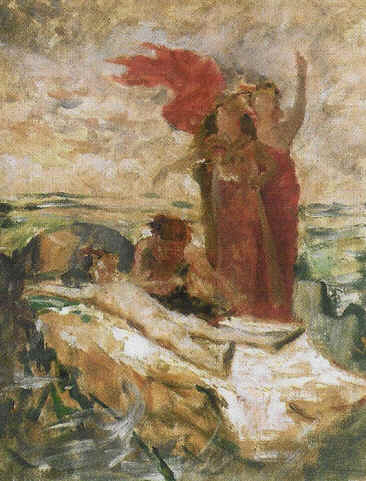
Première pensée pour les Énervés de Jumièges (vers 1880), huile sur toile, 41 × 32 cm, musée des Beaux-Arts de Rouen.
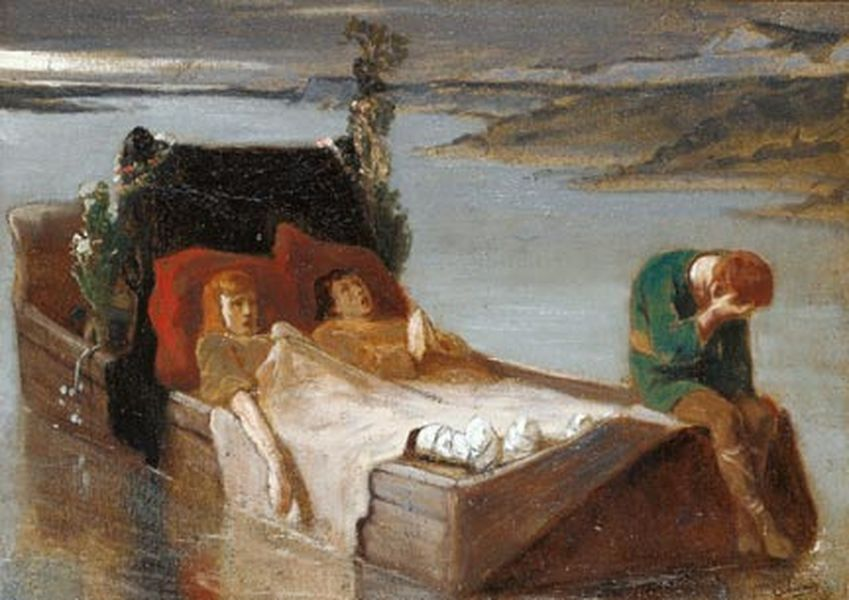
Étude pour les Énervés de Jumièges ; figure au revers (vers 1880), huile sur carton, 36,5 × 48,5 cm, musée des Beaux-Arts de Rouen.
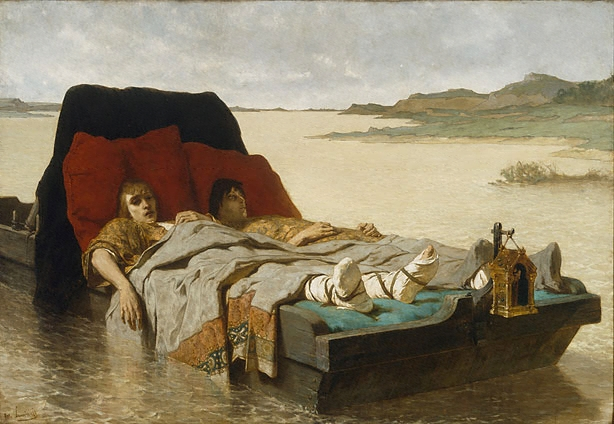
Les Fils de Clovis II (vers 1880), huile sur toile, 190,7 × 275,8 cm, Sydney, galerie d'art de Nouvelle-Galles du Sud.
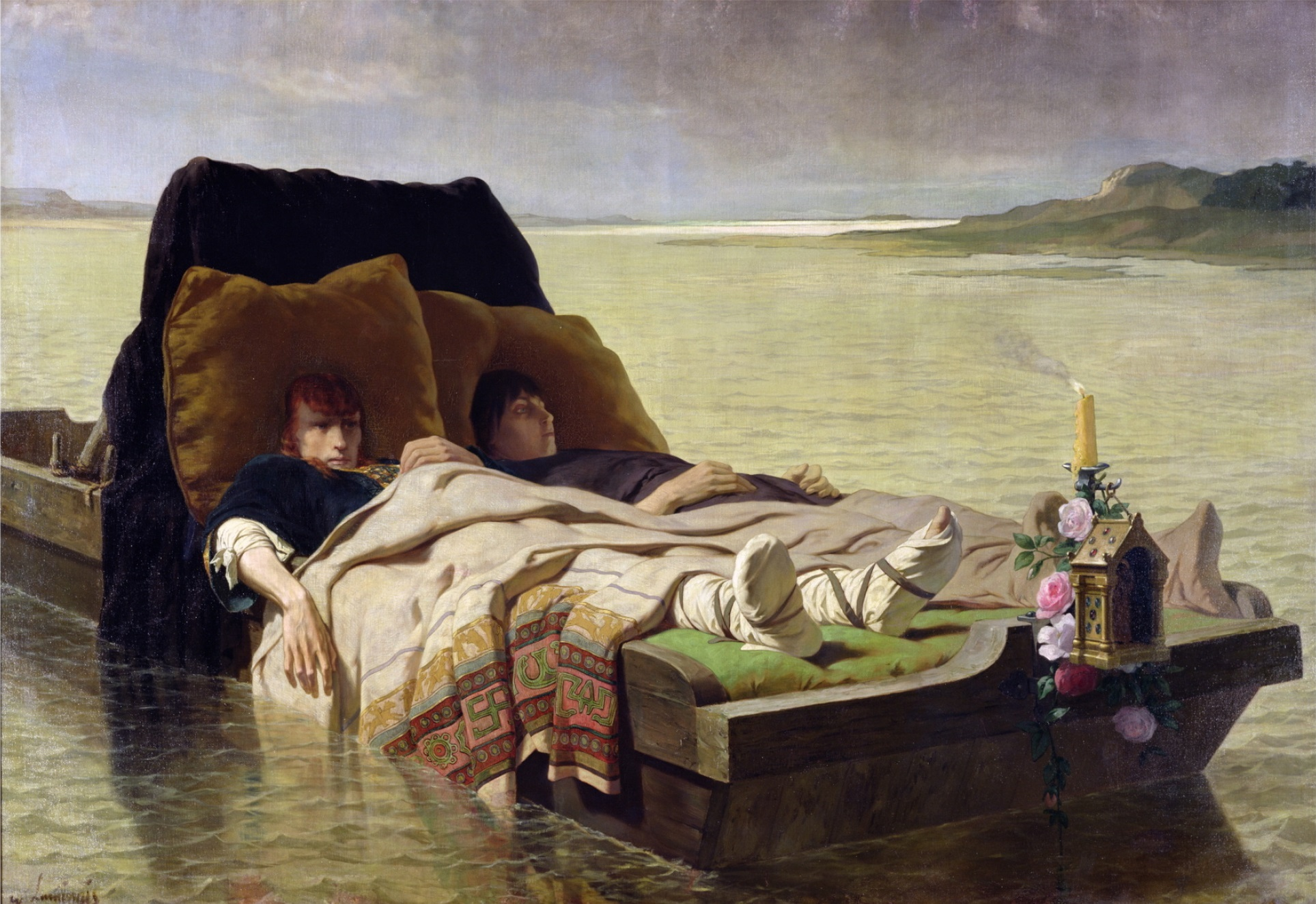
Les Énervés de Jumièges (1880), huile sur toile, 197 × 176 cm, musée des Beaux-Arts de Rouen.

Le peintre en a d'abord réalisé une esquisse intitulée Première pensée pour les Énervés de Jumièges, représentant le moment du supplice et comportant quatre personnages, puis une Étude pour les Énervés de Jumièges n'ayant plus que trois personnes et présentant les suppliciés dérivant sur la Seine. Cette nouvelle version, précédant le sauvetage des fils de Clovis II par des moines bénédictins, souligne l'horreur de leur situation.
Lors du salon de 1880, Luminais présente une nouvelle version où les personnages sont réduits aux deux suppliciés ; elle fut vendue à l'Australie sous le titre Les Fils de Clovis II et est conservée à Sydney à la galerie d'art de Nouvelle-Galles du Sud, après avoir été présentée dans différents lieux d'exposition dont la galerie française de Wallis and Sons à Londres en 1881, l'Exposition internationale de Munich en 1883, et enfin la galerie nationale d'Australie du Sud et la National Gallery of Victoria en 1896. Une dernière version grandeur nature fut acquise par l'État français pour le musée des Beaux-Arts de Rouen.

### Le peintre des Gaules
Évariste Luminais a largement participé à la diffusion de cette iconographie nouvelle véhiculée par les manuels scolaires et l'idéologie de la Troisième  République. C'est à cette époque que naît la représentation du Gaulois au casque ailé et aux longues tresses blondes célébrée par l'imagerie populaire. Ainsi la scène du tableau Gaulois revenant de la chasse comporte-t-elle quelques anachronismes, notamment dans l'habillement : braie et haut-le-corps serrés. Il s'agit ici d'un retour de chasse et non d'une scène guerrière, le casque représente bien plus un accessoire nécessaire à la caractérisation du Gaulois qu'un attribut guerrier. La longue chevelure rousse participe à l'idée que l'on se faisait des Gaulois au XIXe siècle. 

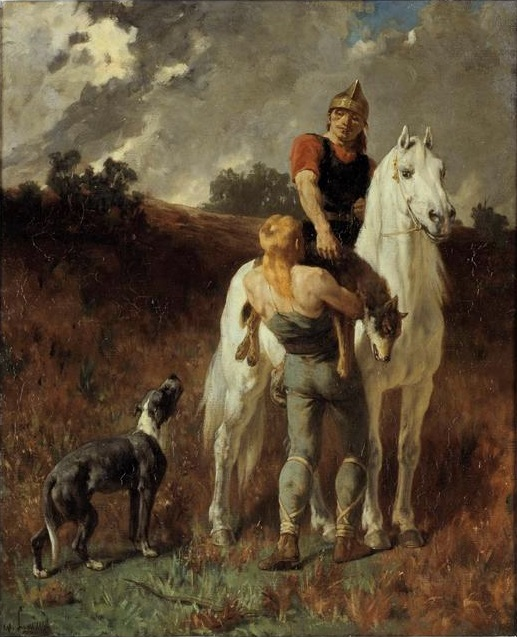
Gaulois revenant de la chasse (1906), huile sur toile, 60,5 × 50 cm, musée des Beaux-Arts de Rennes.
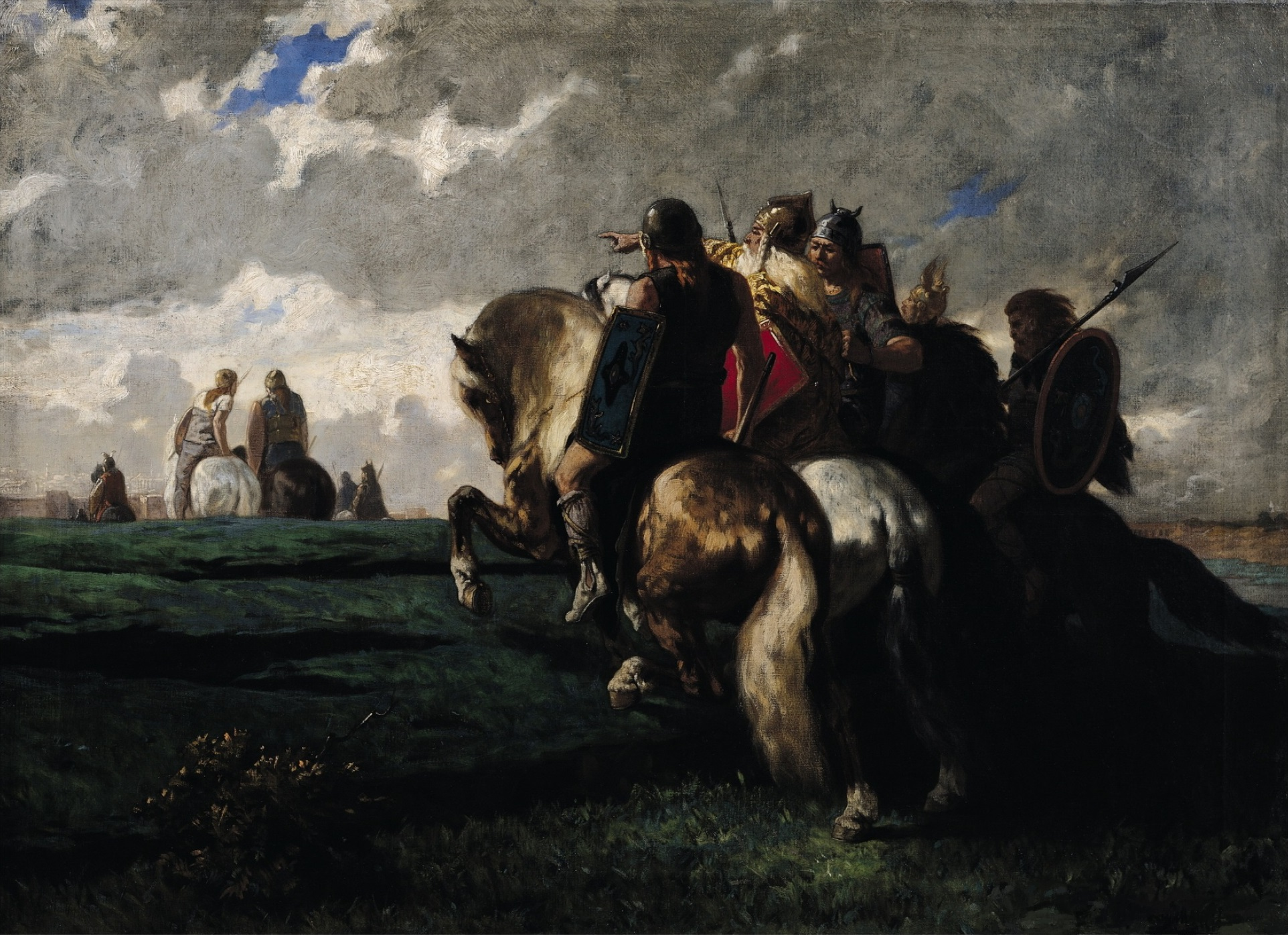
En vue de Rome, musée des Beaux-Arts de Dunkerque.

La même liberté apparaît dans la toile En vue de Rome, où la représentation des casques et du bouclier de gauche est très fantaisiste. L'aventure des Celtes en Italie a frappé très tôt de manière durable l'imagination des artistes. 
Le « Peintre des Gaules » représente également des scènes de bataille opposant les différents peuples qui s'y sont affrontés. Les Romains, rodés aux techniques d'attaque par leurs campagnes précédentes, allaient au combat équipés de cuirasses à éléments métalliques. Téméraires, les Celtes les affrontaient torse nu, n'ayant pour toute protection qu'un casque et un bouclier.

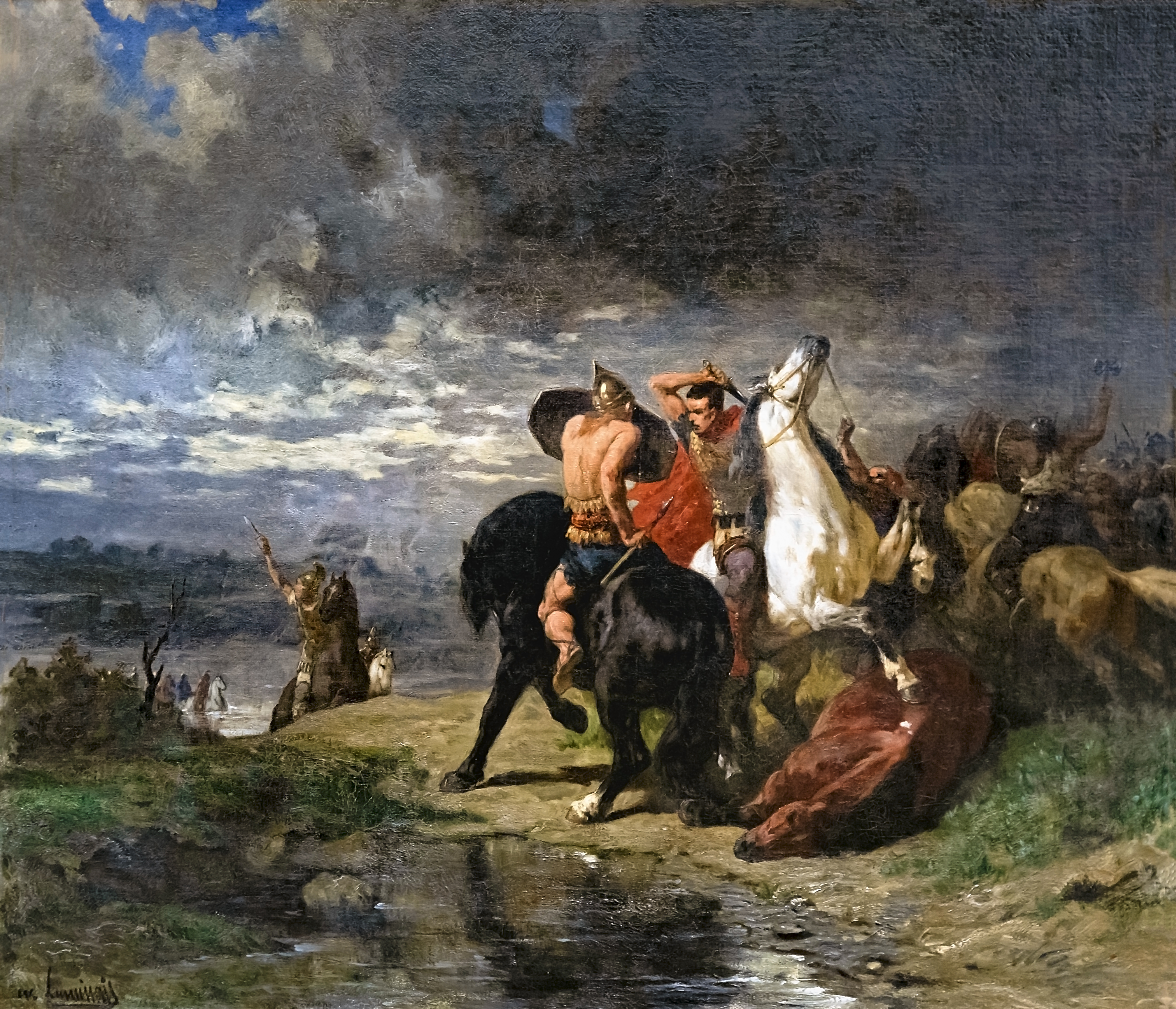
Combat de Romains et de Gaulois, musée des Beaux-Arts de Carcassonne.
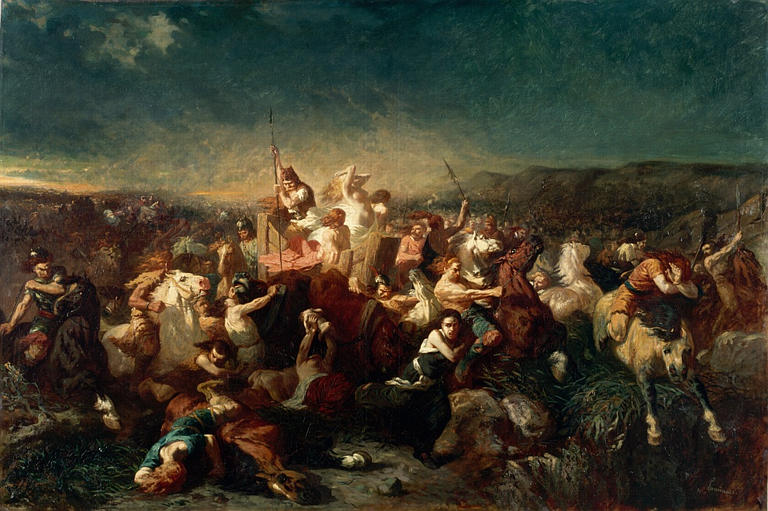
Déroute des Germains après la bataille de Tolbiac (vers 1848), musée des Beaux-Arts de Nantes.

Une autre de ses toiles dépeint la Déroute des Germains après la bataille de Tolbiac au moment où les Alamans s'enfuient devant les hordes franques. Théophile Gautier en fit ce compte-rendu dans le Salon de 1848 : « La multitude vaincue se présente en raccourci au spectateur, et la fuite continue hors de la toile : les chevaux effarés galopent sur des fondrières, où ils se précipitent ; les grands bœufs qui traînent les chars de bagage, fous d’épouvante, se jettent de côté, résistant à tous les efforts de leurs conducteurs, et forment, dans ce torrent humain, avec l’obstacle des chariots, des espèces d’îles, autour desquelles la foule écume et fait des remous, et que surmontent les bras tordus des femmes au désespoir. À l’horizon, tant que le regard peut s’enfoncer, l’on aperçoit des vagues de fuyards, où se dresse, çà et là, comme un flot blanchissant, un cheval qui se cabre, atteint par la francisque ou la flèche d’un vainqueur. »
La lecture de Chateaubriand lui a inspiré une autre de ses œuvres : Combat de cavaliers francs.

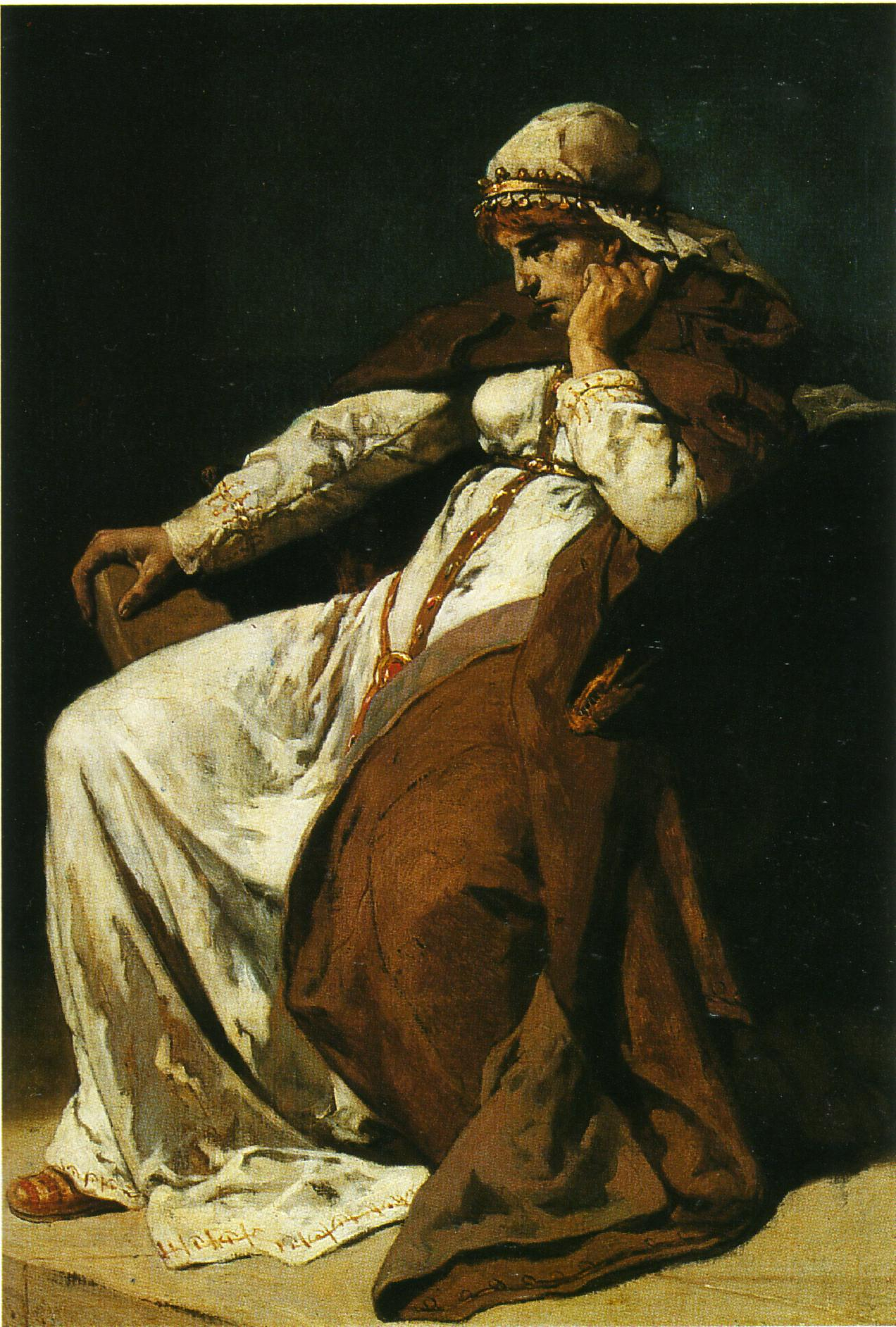
Princesse mérovingienne, huile sur toile, Moulins, musée Anne-de-Beaujeu.
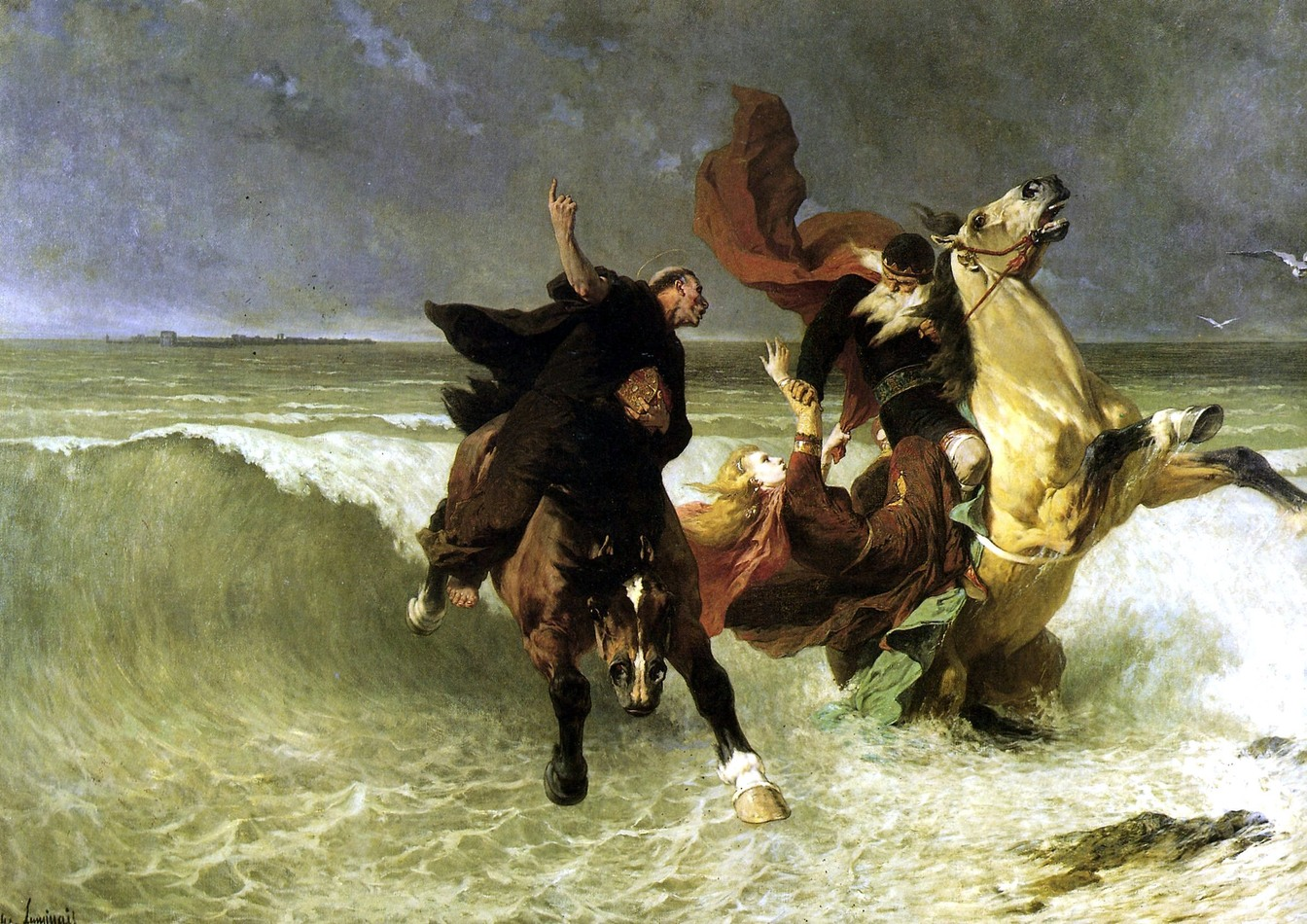
La Fuite du roi Gradlon (vers 1884), huile sur toile, 2 × 3,11 m, musée des Beaux-Arts de Quimper.

Luminais a également peint plusieurs toiles représentant les Francs Mérovingiens. Ignorant les données de l'archéologie funéraire, les peintres du XIXe siècle proposèrent des costumes germaniques orientaux pour les reines mérovingiennes. Luminais inventa ainsi le portrait d'une Princesse mérovingienne.
De même, la déposition de Childéric III, avec l'accord du pape Zacharie, par Pépin le Bref et sa réclusion dans le monastère de saint Bertin à Saint-Omer lui donna l'idée d'une toile. Luminais aurait utilisé comme modèle le grand-père d'un dénommé Roger-René Dagobert. 
Il rencontra Théodore Hersart de La Villemarqué, qui avait publié un recueil de chants populaires de Bretagne, le Barzaz Breiz. Un de ces chants raconte la légende de la ville d'Ys, qui inspira à Luminais une toile conservée au musée des Beaux-Arts de Quimper. Elle représente la scène où le roi Gradlon fuit à cheval la ville d'Ys submergée par les flots. Il est rejoint par saint Guénolé qui le somme de jeter Dahut, son unique fille qui l'accompagne, à la mer. Plusieurs esquisses de cette œuvre sont conservées aux musées des Beaux-Arts de Quimper, de Rennes et de Nantes.
Il pressent, mais sans vraiment les précéder, les peintres naturalistes, notamment dans une œuvre  comme La Veuve (1865), proche par le mouvement des figures, la lumière et le drame suggéré, du peintre belge Eugène Laermans (1864-1940).[réf. nécessaire]

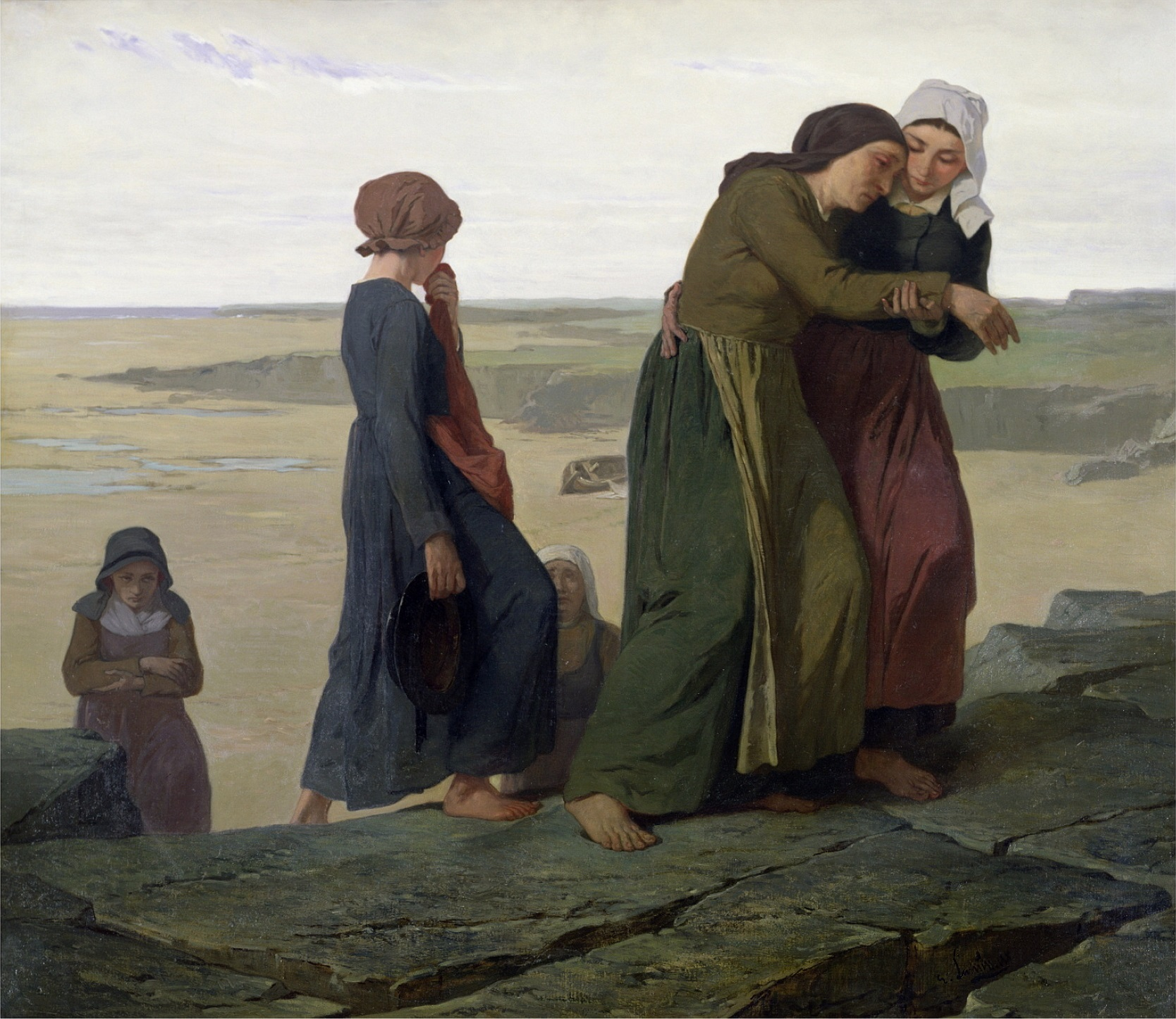
La Veuve (vers 1865), huile sur toile,, Paris, musée d'Orsay.

Luminais ne fut pas seulement un peintre de Salon comblé d'honneurs et de commandes, mais également un artiste capable d'audaces de touches, des bonheurs de matières qui transcendent l'académisme de sa manière.

### Estampes dans les collections publiques
- Nemours, Château-Musée : 
  - Retour de chasse dans les Gaules, 1878, eau-forte, feuille : 36,7 × 29,8 cm[17].

## Luminais et le Berry
Pendant près de 40 ans, Évariste-Vital Luminais séjournera au « pays des mille étangs », la Brenne, dans l'Indre, où il avait établi son atelier d'été au village de Douadic, à l'instigation de deux amis qu'il fréquentait dans les milieux littéraires et artistiques, Jules de Vorys et Louis Fombelle. Son goût de la nature et sa passion de la chasse vont s'illustrer dans ses toiles « berrichonnes » aux titres évocateurs :
- L'Hallali, souvenirs de chasse en Brenne de 1863, localisation inconnue[réf. nécessaire] ;
- Les Deux Gardiens, localisation inconnue[réf. nécessaire] ;
- La Folle du Tertre, légende locale, toile grand format, collection particulière[réf. nécessaire] ;
- La Chasse à travers les âges, vaste composition en six panneaux pour orner la salle à manger de son vieil ami Louis Fombelle. Les titres en sont : Chasse à l'ours sous Mérovée, Antilopes poursuivies par des Amazones, Chasse au faucon sous Saint Louis, Veneur offrant la trace du sanglier à Henri III, Une chasse sous Louis XIV, Chasse à courre : entrée dans les sous-bois[réf. nécessaire] ;
- Dessins pour le livre de son ami Jules de Vorys, Dagobert en Brenne.

La fille de sa seconde femme Hélène, Marthe, épousera Geoffroy Hérault de la Véronne, grand-père des propriétaires actuels du château du Bouchet[réf. nécessaire].

## Peinture monumentale

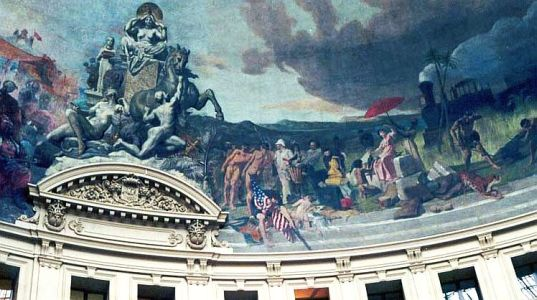
Histoire du Commerce entre les cinq continents. L'Amérique du Nord (1889), Bourse de commerce de Paris.

Aux côtés de quatre autres peintres, Luminais a participé à la réalisation de la toile marouflée de plus de 1 500 m2 ornant la coupole de la Bourse de commerce de Paris, commencée en 1886 et inaugurée en 1889, représentant l'histoire du commerce entre les continents. Il y a représenté l'Amérique dans l'esprit de l'époque avec une scène groupant des Indiens, des esclaves, des ouvriers, des cow-boys, et où fait irruption une locomotive à vapeur, symbole de modernité. Une esquisse pour ce décor est conservé à La Rochelle au musée du Nouveau Monde. Cette étude représente un ouvrier noir portant une poutre, construisant le chemin de fer de l'Amérique et évoquant cette nouvelle voie de circulation vers le Far West.

## Liste d'œuvres d'Évariste-Vital Luminais
| Tableau | Titre                                                       | Date       | Dimensions      | Notes | Lieu de conservation                                                                         |
| ------- | ----------------------------------------------------------- | ---------- | --------------- | --- | -------------------------------------------------------------------------------------------- |
|         | Une consultation                                            |            |                 | | La Rochelle, musée des Beaux-Arts                                                            |
|         | Scène de guerre civile en basse Bretagne sous la République | 1843       |                 | | Localisation inconnue                                                                        |
|         | La Déroute des Germains après la bataille de Tolbiac        | vers 1848  | 130 × 195 cm    | | Nantes, musée des Beaux-Arts                                                                 |
|         | Les petits Pêcheurs de homards                              | 1852       |                 | | Langres, musée d'Art et d'Histoire                                                           |
|         | Le Pâtre de Kerlaz                                          | 1852       | 84 × 113 cm     | | Caen, musée des Beaux-Arts                                                                   |
|         | Le Pâtre de Kerlaz                                          | 1852       | 85 × 115 cm     | | Quimper, musée des Beaux-Arts (anciennement au musée des Beaux-Arts de Caen, de 1853 à 1998) |
|         | Le grand Carillon : les sonneurs de cloches                 | 1855       | 129 × 99 cm     | Notice no 00000065841, base Arcade, ministère français de la Culture                                                                                     | Laval, musée du Vieux-Château                                                                |
|         | Le Cri du chouan                                            | 1859       |                 | | Localisation inconnue                                                                        |
|         | L’Épave                                                     | 1859       |                 | Salon de 1859, no 2049 | Localisation inconnue                                                                        |
|         | Famille vendéenne en prière                                 | vers 1860  | 46,5 × 38 cm    | | Poitiers, musée Sainte-Croix                                                                 |
|         | Le Rendez-vous de chasse                                    | vers 1861  | 98 × 130 cm     | | Nantes, musée des Beaux-Arts                                                                 |
|         | Retour de chasse                                            | vers 1861  | 26,1 × 21,3 cm  | | Rouen, musée des Beaux-Arts                                                                  |
|         | Braconniers bretons                                         | 1861       | 117 × 90 cm     | | Quimper, musée des Beaux-Arts                                                                |
|         | Le Marché aux chevaux                                       | 1861       | 281 × 506 cm    | Base Joconde | Nantes, musée des Beaux-Arts                                                                 |
|         | Tendresse                                                   | 1863       | 80 × 65 cm      | | Aix-en-Provence, musée Granet                                                                |
|         | Les deux gardiens                                           | 1864       | 100 × 130 cm    | | Angers, musée des Beaux-Arts                                                                 |
|         | L'Abreuvoir                                                 | vers 1865  | 124 × 200 cm    | | Toulouse, musée des Augustins                                                                |
|         | Guerrier gaulois et sa compagne                             | 1865       | 33 × 40,7 cm    | | Dijon, musée Magnin                                                                          |
|         | La Veuve                                                    | vers 1865  | 90,5 × 104,5 cm | Musée | Paris, musée d'Orsay                                                                         |
|         | Pillards gaulois                                            | 1867       | 210 × 318 cm    | | Langres, musée d'Art et d'Histoire                                                           |
|         | Les Braconniers bretons                                     | 1868       | 95 × 121 cm     | | Poitiers, musée Sainte-Croix                                                                 |
|         | Vedette gauloise                                            | 1869       | 134,8 × 68,7 cm | | Nantes, musée des Beaux-Arts                                                                 |
|         | En vue de Rome                                              | 1870       | 123 × 177 cm    | | Nancy, musée des Beaux-Arts                                                                  |
|         | En vue de Rome (réduction)                                  | 1870       | 73 × 101 cm     | | Dunkerque, musée des Beaux-Arts                                                              |
|         | Les Captives ou Invasion (esquisse)                         |            | 45 × 55 cm      | | Évreux, musée d'Évreux                                                                       |
|         | Invasion                                                    | 1872       | 56 × 46 cm      | | Boston, musée des Beaux-Arts                                                                 |
|         | Brunehaut                                                   | 1874       | 100 × 102 cm    | | Localisation inconnue                                                                        |
|         | Les Éclaireurs gaulois                                      | avant 1875 | 82 × 100 cm     | | Bordeaux, musée des Beaux-Arts                                                               |
|         | Le Roi Morvan                                               | 1875       |                 | | Localisation inconnue                                                                        |
|         | Mort de Chramm                                              | 1879       | 152 × 201 cm    | | Brest, musée des Beaux-Arts                                                                  |
|         | Guerriers gaulois écoutant                                  | 1880       | 32 × 41 cm      | | Rouen, musée des Beaux-Arts                                                                  |
|         | Les Énervés de Jumièges (esquisse)                          | 1880       | 35 × 48 cm      | | Rouen, musée des Beaux-Arts                                                                  |
|         | Les Énervés de Jumièges                                     | 1880       | 190 × 276 cm    | | Sydney, galerie d'art de Nouvelle-Galles du Sud                                              |
|         | Les Énervés de Jumièges (réplique)                          | 1880       | 197 × 276 cm    | | Rouen, musée des Beaux-Arts                                                                  |
|         | Le Dernier des Mérovingiens, Childéric III                  | 1883       | 214 × 173 cm    | | Carcassonne, musée des Beaux-Arts                                                            |
|         | La Fuite de Gradlon (esquisse)                              | 1884       | 50 × 70 cm      | | Rennes, musée des Beaux-Arts                                                                 |
|         | La Fuite de Gradlon (esquisse)                              | 1884       | 54 × 73 cm      | | Quimper, musée des Beaux-Arts                                                                |
|         | La Fuite de Gradlon (esquisse)                              | 1884       | 54 × 65 cm      | | Localisation inconnue                                                                        |
|         | La Fuite du roi Gradlon                                     | 1884       | 200 × 310 cm    | | Quimper, musée des Beaux-Arts                                                                |
|         | Un possédé (esquisse)                                       | 1884       | 56 × 46 cm      | | Localisation inconnue                                                                        |
|         | Un possédé                                                  | 1884       | 117 × 90 cm     | | Nice, musée des Beaux-Arts                                                                   |
|         | La Mort de Chilpéric Ier                                    | 1885       | 240 × 189 cm    | | Lyon, hôtel de ville                                                                         |
|         | Étude de vieille femme                                      | avant 1887 |                 | | Morlaix, musée des Beaux-Arts                                                                |
|         | L'Enlèvement                                                | vers 1887  | 220,5 × 157 cm  | | Buenos Aires, Musée national des Beaux-Arts (Argentine)                                      |
|         | Étude d'un ouvrier                                          | vers 1888  | 81 × 65 cm      | | Localisation inconnue                                                                        |
|         | L'Amérique                                                  | vers 1888  |                 | | Paris, Bourse de commerce                                                                    |
|         | Ouvrier construisant le chemin de fer de l'Amérique         | vers 1888  | 63 × 27 cm      | Notice : https://www.alienor.org/collections-des-musees/fiche-objet-28874-esquisse-preparatoire-esquisse-pour-le-decor-de-la-bourse-du-commerce-de-paris | La Rochelle, musée du Nouveau Monde                                                          |
|         | Passage de la Meuse par les Francs au IVe siècle            | 1892       | 49 × 63 cm      | | Blois, musée des Beaux-Arts                                                                  |
|         | Passage de la Meuse par les Francs au IVe siècle            | 1892       |                 | | Localisation inconnue                                                                        |
|         | Amazones désespérées                                        | 1893       | 410 × 300 cm    | | Localisation inconnue                                                                        |
|         | Pirates normands au IXe siècle (esquisse)                   | 1894       | 64 × 53 cm      | | Melun, musée d'Art et d'Histoire                                                             |
|         | Pirates normands au IXe siècle                              | 1894       | 189 × 144 cm    | | Moulins, musée Anne-de-Beaujeu                                                               |
|         | La Fin de la reine Brunehaut                                |            |                 | | Localisation inconnue                                                                        |
|         | Mérovée (esquisse)                                          |            | 38 × 23 cm      | | Rennes, musée des Beaux-Arts                                                                 |
|         | La Madeleine                                                |            |                 | Notice no 00000065839, base Arcade, ministère français de la Culture                                                                                     | Laval, musée du Vieux-Château œuvre disparue                                                 |
|         | Halte de hordes mérovingiennes                              |            | 34 × 39 cm      | | Nantes, musée des Beaux-Arts                                                                 |
|         | Guetteur gaulois                                            |            | 38,2 × 30,1 cm  | | Autun, musée Rolin                                                                           |
|         | Gaulois revenant de la chasse                               |            | 60,5 × 50 cm    | | Rennes, musée des Beaux-Arts                                                                 |
|         | Préparatifs de chasse                                       |            | 37,5 × 49,8 cm  | | Amiens, musée de Picardie                                                                    |
|         | Guerriers                                                   |            | 38,5 × 46,5 cm  | | Amiens, musée de Picardie                                                                    |
|         | Cavaliers francs                                            |            | 25 × 38 cm      | | Amiens, musée de Picardie                                                                    |
|         | Gaulois combattant                                          |            | 41 × 31 cm      | | Amiens, musée de Picardie                                                                    |
|         | Ramasseuses de moules                                       |            | 56 × 46 cm      | | Amiens, musée de Picardie                                                                    |
|         | Les deux Désœuvrés                                          |            | 100 × 82 cm     | | Moulins, musée Anne-de-Beaujeu                                                               |
|         | Portrait de femme                                           |            | 103 × 87 cm     | Notice no 00000065840, base Arcade, ministère français de la Culture                                                                                     | Laval, musée du Vieux-Château œuvre disparue                                                 |
|         | Paysage                                                     |            | 14,8 × 31,8 cm  | | Nantes, musée des Beaux-Arts                                                                 |
|         | Un maraudeur                                                |            | 73,5 × 60 cm    | | Le Mans, musée de Tessé                                                                      |
|         | Combat de romains et de gaulois                             |            | 54 × 65 cm      | | Carcassonne, musée des Beaux-Arts                                                            |
|         | Gaulois à cheval                                            |            | 55,5 × 46 cm    | | Montpellier, musée Fabre                                                                     |
|         | Mérovingiens attaquant un chien sauvage                     |            |                 | | New York, musée d'Art Dahesh                                                                 |
|         | Femme aux bras levés                                        |            | 28 × 20 cm      | Notice no 07430006141, base Arcade, ministère français de la Culture                                                                                     | Nantes, musée des Beaux-Arts                                                                 |
|         | Le Possédé                                                  |            | 29 × 22,5 cm    | Notice no 07430006142, base Arcade, ministère français de la Culture                                                                                     | Nantes, musée des Beaux-Arts                                                                 |

- Gaulois blessé, Saint-Étienne, musée d'Art moderne et contemporain[réf. souhaitée].

Par ailleurs, Alexis Mauflastre (1839-1905) a peint une copie du tableau Retour de chasse ou Les Braconniers bretons.

## Élèves
- Henri Biva (1848-1928)
- Ferdinand Deconchy (1859-1946)
- Henry Rankin Poore (1859-1940)
- Victor-Marie Roussin (1812-1903)
- Élise Voruz (1844-1909)

### Filmographie
- Le Défilé des toiles, réalisé par Gilles Brenta et Claude François, production Les trois petits cochons, 1997.
- Les Énervés de Jumièges, court métrage réalisé par Claude Duty.